# Culinária da Gâmbia

Localização da Gâmbia

A culinária gambiana faz parte da culinária da África Ocidental e inclui as práticas e tradições culinárias da nação da Gâmbia. Os ingredientes comuns incluem peixe, arroz, amendoim, tomate, feijão-fradinho, limão, mandioca, repolho, sal, pimenta, cebola, pimenta e várias ervas. As ostras também são um alimento popular no rio Gâmbia e são colhidas por mulheres.

## Pratos

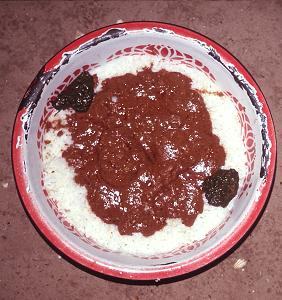
Maafe

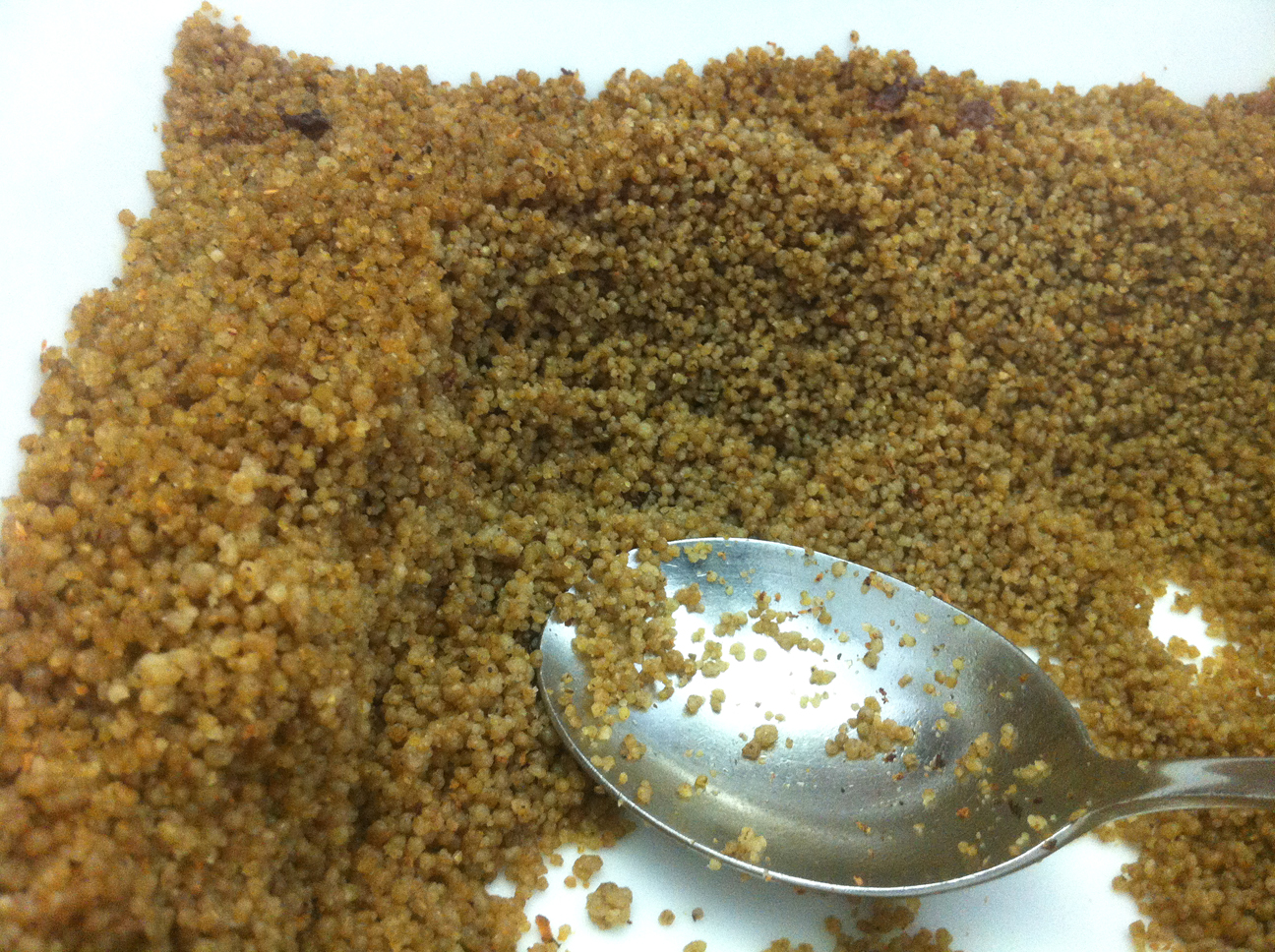
Thiakry

- Benachin é um prato uólofe tradicionalmente cozido em uma panela (o que explica seu nome). Vários ingredientes, incluindo peixe ou carne, são adicionados, temperados com ervas, suco de limão, manjericão, berinjela, salsa, cebola, pimentão, tomate, abóbora, cenoura, repolho, óleo vegetal e água, com pasta de tomate às vezes adicionada para colorir[1]
- Caldo é um prato de peixe inteiro cozido no vapor com sabor de limão, uma variação de Yassa. Jorto ou sompat geralmente são usados
- Domoda, um prato dos Mandingas feito com pasta de amendoim concentrada, carne ou peixe temperado com sal, cebola pequena média, tomate fresco, batata, cenoura, repolho médio, água, pasta de tomate, suco de limão, caldo de sopa e arroz branco. Domo significa comer e Da it a palavra para uma panela de guisado
- Mbahal, um prato de peixe defumado e salgado preparado com amendoim, alfarroba ou feijão-fradinho, cebolinha, pimentão fresco, arroz branco e tomate amargo ou Jattoo
- Nyambeh Nyebbeh, um prato de mandioca e feijão feito com óleos, cebola, pimenta, caldo de sopa, sal, água com pimenta e pargo frito
- Peppersoup, um ensopado de peixe picante, perna de vaca ou mocotó
- Yassa é um prato de frango ou peixe com limão, feito com sal, pimenta, cebola, cravo, alho, mostarda, molho de pimenta, suco de limão, arroz e água (se for feito com frango)
- Bolinhos de peixe, feitos com bonga moída, cebola, tomate, pão ralado, salsa, pimenta do reino, óleo, caldo de sopa, extrato de tomate, pimenta e arroz branco
- O arroz Jollof, conhecido como 'Benachin' na Língua uolofe, é feito com arroz, cebola, tomate e pimenta vermelha e temperado com ingredientes como noz-moscada, raiz de gengibre, Scotch Bonnet, cominho e pimenta malagueta. Pode incluir carne, peixe e vegetais
- Maafe, um ensopado de amendoim
- Ensopado de ostras
- Thiakry, um prato doce feito de cuscuz (trigo ou milho), leite (ou leite condensado ou iogurte) e especiarias.
- Chakery, um pudim de cuscuz.